# Loureirophonte paranaensis
Loureirophonte paranaensis är en kräftdjursart som beskrevs av Jakobi 1953. Loureirophonte paranaensis ingår i släktet Loureirophonte och familjen Laophontidae. Inga underarter finns listade i Catalogue of Life.